# NGC 3086
NGC 3086 (również PGC 28924) – galaktyka spiralna (Sb), znajdująca się w gwiazdozbiorze Sekstantu. Odkrył ją Albert Marth 22 stycznia 1865 roku.